# Borgåleden

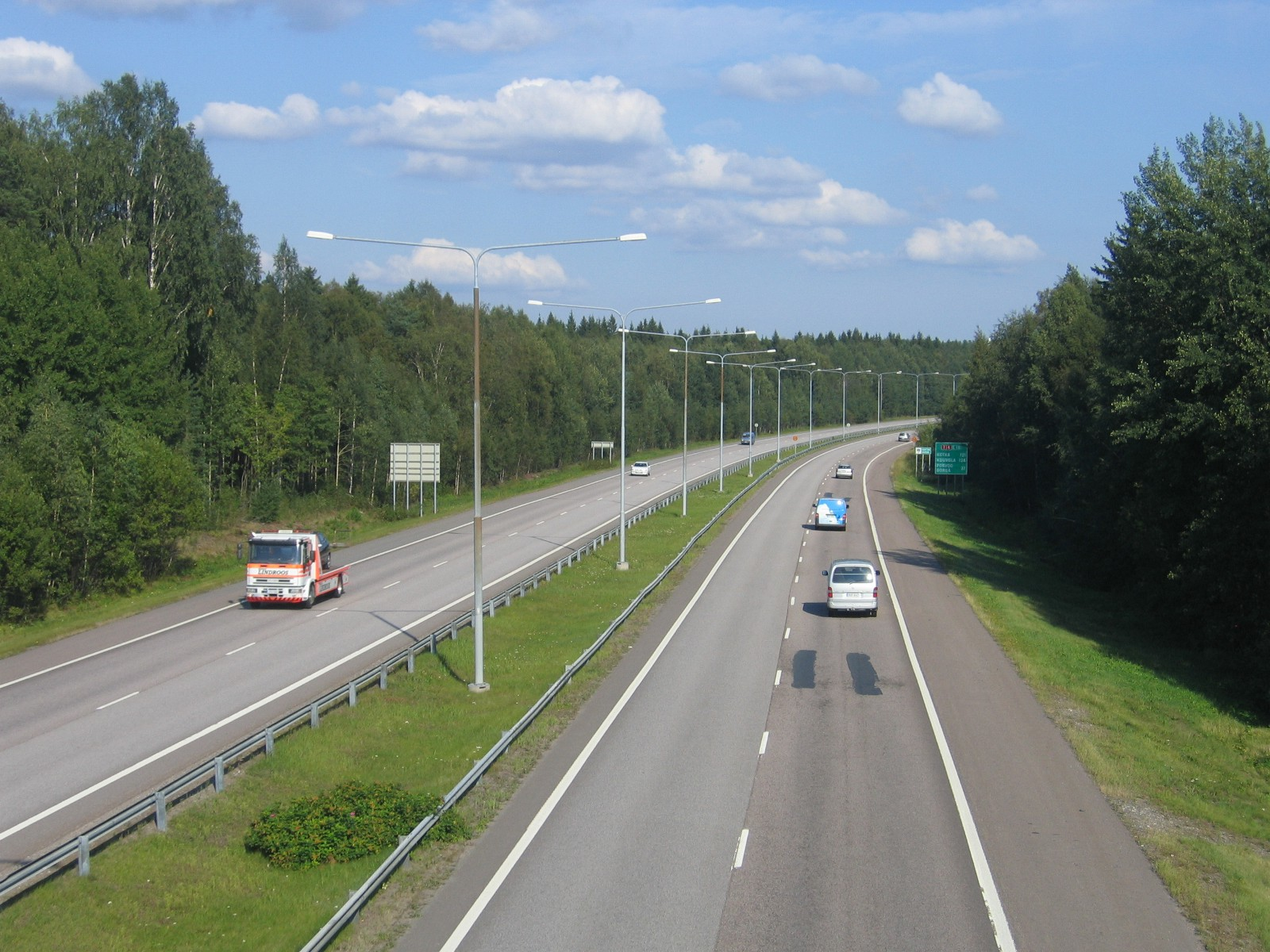
Borgåleden vid Jakobacka mot Sibbo.

Borgåleden (finska Porvoonväylä) är den delsträcka av Finlands Riksväg 7 som går genom huvudstadsregionen. Leden är en utfartsväg från Helsingfors mot öster som viker av från Lahtisleden och går genom Vanda och Sibbo till Borgå. Motorvägen byggdes i etapper som blev klara år 1972 och 1979, till Sibbo respektive Borgå. Färdigställandet av motorvägen gjorde järnvägstrafiken till Borgå olönsam. Borgåleden utgör en del av Europaväg 18.

## Avfarter
Avfarter från Helsingfors:
|  | Nr                                                           | Trafikplats | Korsande väg      | Skyltning                      |
|  | ------------------------------------------------------------ | ----------- | ----------------- | ------------------------------ |
|  | 7 Motorväg Borgåleden                                        |             |                   |                                |
|  |                                                              |             | E 754 Lahtisleden | Centrum                        |
|  |                                                              |             | (endast västerut) | Råby, Jakobacka                |
|  | E 187 Motorväg E18                                           |             |                   |                                |
|  | 53                                                           |             | E 1850 Ring III   | Ring III                       |
|  | 54                                                           |             |                   | Landbo, Östersundom            |
|  | 55                                                           |             | 170               | Söderkulla, Massby, Västerskog |
|  | 56                                                           |             |                   | Sibboviken, Eriksnäs           |
|  | 57                                                           |             | 1533              | Söderkulla, Kalkstrand         |
|  | 58                                                           |             | 148               | Sibbo, Sköldvik                |
|  | 59                                                           |             | 1542              | Emsalö, Tolkis                 |
|  | 60                                                           |             | 55                | Borgå, Hyvinge                 |
|  | se Riksväg 7 för fortsättningen mot Kotka och ryska gränsen. |             |                   |                                |